# Eurya chinensis
Eurya chinensis là một loài thực vật có hoa trong họ Pentaphylacaceae. Loài này được R.Br. mô tả khoa học đầu tiên năm 1818.